# Trichoderma reesei
Trichoderma reesei is de anamorfe naam van een mesofiele schimmel die behoort tot de orde Hypocreales van de ascomyceten. De teleomorfe naam is  Hypocrea jecorina. De schimmel is heterothallisch. De stam Trichoderma reesei QM6a heeft een MAT1-2 paringstypelocus. Het paringstype MAT1-1 is gevonden, waardoor geslachtelijke vermeerdering via ascosporen mogelijk is geworden bij QM6a. Het genoom is gesequencet en gepubliceerd in 2008. Het genoom is 33 Mb groot en heeft n = 7 chromosomen.
Trichoderma reesei wordt industrieel gebruikt voor de productie van cellulase en hemicellulase. Microbiële cellulase wordt op industriële schaal gebruikt bij de omzetting van cellulose, een belangrijk bestanddeel van biomassa, in glucose. Bekende stammen voor industrieel gebruik zijn Rut-C30, RL-P37 en MCG-80. Ook produceert de schimmel de waterafstotende stof hydrofobine.
Het isolaat QM6a van Trichoderma reesei komt oorspronkelijk van de Solomonseilanden, waar de schimmel tijdens de Tweede Wereldoorlog het canvas en de uniformen van het Amerikaanse leger aantastte.  Alle in de biotechnologie en het fundamenteel onderzoek gebruik zijnde stammen zijn afkomstig van dit isolaat.
Vele stammen zijn ontstaan door het bestralen van de schimmel, waardoor gemuteerde stammen verkregen werden, die 20 keer meer cullulase produceren dan de stam QM6a.
Door nieuwe biotechnologische technieken zijn nu stammen gemaakt die tot 100 gram cellulase per liter produceren, meer dan drie keer zoveel als de ouderstam NG14.